# Sandra Žigić
Sandra Žigić (* 19. Januar 1988 in Zagreb) ist eine kroatische Fußballspielerin.

## Karriere

### Verein
2004 startete sie dann ihre Seniorenkarriere bei ŽNK Dinamo-Maksimir, wo sie in der Saison 2004/05 kroatischer Meister wurde. Nach vier Jahren verließ sie den Verein aus Zagreb und wechselte im Sommer 2007 zum Österreichischen Erstligisten FC St. Veit. Sie lief in 17 Spielen der ÖFB-Frauenliga für St. Veit/Glan auf, bevor sie nach Kroatien zurückkehrte. Sie unterschrieb mit Beginn der Saison 2009/10 für den Aufsteiger ŽNK Plamen Križevci und spielte für den Verein zwei Spielzeiten, wo sie in der Saison 2010/11 in die 2. Liga abstieg. Nach einem Jahr in Liga 2 für Plamen Križevci kehrte sie im Sommer 2012 zum ŽNK Dinamo-Maksimir zurück und wurde Kapitänin des Vereines aus Zagreb. In der ersten Spielzeit nach ihrer Rückkehr erreichte sie mit Maksimir das Play-off-Finale, verlor aber mit 2:3 das Hinspiel und deutlich mit 0:14 das Rückspiel gegen ŽNK Osijek. Im Herbst 2012 entschied sie sich erneut Kroatien zu verlassen und ging Studien bedingt in die USA, wo sie für das Athletic/Women Soccer Team Monroe Mustangs auflief. Mit Monroe wurde sie 2013 Division I Women’s Soccer Region XV Champion und erreichte das Playoff Finale der National Junior College Athletic Association (NJCAA). Nach diesen Titel verabschiedete sich Žigić aus den USA und kehrte 2014 nach Europa zurück, wo sie bei KKPK Medyk Konin unterschrieb. Bei Konin holte sie in beiden Jahren das Double aus Pokalsieg und Meisterschaft. Im Sommer 2016 entschied sie sich dann wiederum nach Kroatien zurückzukehren und unterschrieb diesmal beim ŽNK Osijek. Nach einem halben Jahr mit Start der Rückrunde 2016/17 wechselte sie in die Schweiz zum FC Neunkirch und wurde mit Landsfrau Leonarda Balog Double-Sieger. Nachdem Neunkirch im Juni 2017 seinen Rückzug aus dem Frauenfußball ankündigte, unterschrieb Žigić am 18. Juli 2017 in der deutschen Frauen-Bundesliga beim FF USV Jena einen Jahresvertrag mit Option auf eine weitere Spielzeit. Nach Auslaufen ihres Einjahresvertrags in Jena wechselte sie in die Serie B zu den SSD Football Milan Ladies, der Frauenfußball-Abteilung des AC Mailand.

### Nationalmannschaft
Žigić ist Nationalspielerin für Kroatien. Sie gab ihr A-Länderspieldebüt im Alter von 17 Jahren am 7. Mai 2005 in einem Freundschaftsspiel gegen Mazedonien in Đakovo. Nach ihrem Debüt lief sie in 65 weiteren Länderspielen auf und erzielte hierbei sechs Tore. Zuvor absolvierte sie bereits 15 Länderspiele für die U-19 Landesauswahl Kroatiens.

## Erfolge
- Kroatische Meister: 2005 & 2006
- Kroatischer Pokalsieger 2005 & 2006
- Polnischer Meister: 2015 & 2016
- Schweizer Meister: 2017
- Schweizer Pokalsieger: 2017
- Division I Women’s Soccer Region XV Champion: 2015